# کریستی کاستلین
کریستی کاستلین (انگلیسی: Kristi Castlin؛ زادهٔ ۷ ژوئیهٔ ۱۹۸۸) دونده دو با مانع اهل ایالات متحده آمریکا است.
وی در مسابقات کشوری و بین‌المللی در مجموع برندهٔ ۱ مدال طلا، ۱ مدال نقره شده‌است.